# Sojus 2
Sojus 2 ist die Missionsbezeichnung für einen am 25. Oktober 1968 gestarteten unbemannten Flug des sowjetischen Raumschiffs Sojus. Es war der 10. Flug im sowjetischen Sojusprogramm. Zwischen dem Absturz von Sojus 1 und dem Flug von Sojus 2 wurden unter den Bezeichnungen Kosmos 186, Kosmos 188, Kosmos 212, Kosmos 213 und Kosmos 238 fünf weitere unbemannte Sojus-Raumschiffe gestartet.
Die Bezeichnung Sojus 2 war ursprünglich für ein bemanntes Raumschiff vorgesehen, das an Sojus 1 ankoppeln sollte. Aufgrund der Probleme von Sojus 1 wurde der Flug von Sojus 2 abgesagt und erhielt offiziell keine Nummer. Inoffiziell wird er oft als Sojus 2A bezeichnet.

## Missionsüberblick
Sojus 2 startete am 25. Oktober 1968 und war ein Gemeinschaftsflug mit dem einen Tag später gestarteten bemannten Raumschiff Sojus 3.
Beide Schiffe näherten sich unter Leitung der Bodenkontrolle auf etwa 200 Meter an, drei letztlich erfolglose Kopplungsversuche durch den Kosmonauten des Sojus-3-Raumschiffs erbrachten eine Annäherung bis auf einen Meter, dann wurden die Andockmanöver wegen Treibstoffmangels abgebrochen.
Sojus 2 kehrte nach drei Tagen wieder zur Erde zurück und landete fünf Kilometer vom berechneten Zielpunkt entfernt.
Nach Sojus 2 landete am 30. Oktober 1968 auch Sojus 3 sicher auf kasachischem Boden.

## Sojus-2 Schwindel
Der Künstler und Fotograf Joan Fontcuberta stellte 1997 die Behauptung auf, Sojus 2 habe eine Besatzung bestehend aus Iwan Istochnikow und einem Hund namens Kloka gehabt, die im Laufe der Mission am 26. Oktober 1968 verschwand, und wahrscheinlich von einem Meteoriten getroffen worden sei. Laut Fontcuberta verheimlichte die Sowjetunion den Vorfall und strich Istochnikow aus der offiziellen Geschichtsschreibung. Die „Sputnik Stiftung“ habe jedoch „Sprachaufnahmen, Videos, Originalnotizen, einige seiner persönlichen Gegenstände und Fotografien“ von  Istochnikow aufgefunden. Sputnik, eine Ausstellung von Artefakten (Fotografien, Presseartikel usw.) im Zusammenhang mit Sojus 2 wurde in vielen Ländern gezeigt, darunter Spanien, Frankreich, Portugal, Italien, Mexiko, Japan und den Vereinigten Staaten.
Unter den Reaktionen auf die Ausstellung war die eines russischen Botschafters, der angab, „extrem aufgebracht zu sein, weil Fontcuberta die glorreiche russische Vergangenheit beschmutze und drohte, eine diplomatische Beschwerde vorzulegen“.
Seit der ersten Ausstellung im Jahr 1997 in Madrid deuteten mehrere Beweislinien darauf hin, dass die Geschichte und Artefakte einen ausgeklügelten Schwindel darstellen:
- Der Name „Iwan Istochnikow“ ist eine russische Übersetzung von Joan Fontcubertas Namen: insbesondere ist Joan eine Übersetzung vom katalanischen in Iwan in Russisch, ebenso wie Fontcuberta und Istochnikow jeweils „versteckter Brunnen“ bedeuten.
- Die Fotografien von Istochnikow zeigen Fontcubertas Gesicht. Seiten der offiziellen Website der Madrider Ausstellung enthalten die Worte „PURE FICTION“ oben auf jeder Seite in hellrotem Text auf dunkelrotem Hintergrund[3] oder hellrosa Text auf weißem Hintergrund.[4]
- Die vorderen und hinteren Vorsatzblätter des Katalogs zur Madrider Ausstellung sind mit dem Text „es handelt sich um eine Fiktion“ in Russisch und Spanisch in fluoreszierender Tinte bedruckt.[5]
- Ein Artikel der spanischen Zeitung El Mundo über die Ausstellung schließt mit den Worten “der Bericht, den wir […] veröffentlicht haben, ist ein Produkt Fontcubertas Phantasie”.[1]